# Jarosław Cieślak
Jarosław Cieślak – polski brydżysta, European Champion w kategorii open (EBL), Arcymistrz (PZBS), zawodnik drużyny Consus Kalisz.

## Wyniki brydżowe

### Zawody krajowe
W rozgrywkach krajowych zdobywał następujące lokaty:
| Mistrzostwa Polski teamów | Mistrzostwa Polski teamów | Mistrzostwa Polski teamów | Mistrzostwa Polski teamów |
| Rok                       | Typ                       | Kategoria                 | Pozycja                   |
| ------------------------- | ------------------------- | ------------------------- | ------------------------- |
| 2000                      | Patton                    | Open                      | 2                         |
| 1989                      | IMP                       | Open                      | 1                         |

| Mistrzostwa Polski par | Mistrzostwa Polski par | Mistrzostwa Polski par | Mistrzostwa Polski par |
| Rok                    | Kategoria              | Partner                | Pozycja                |
| ---------------------- | ---------------------- | ---------------------- | ---------------------- |
| 1993                   | Otwarte                | Jan Adam Moszyński     | 3                      |

| Drużynowe mistrzostwa Polski | Drużynowe mistrzostwa Polski | Drużynowe mistrzostwa Polski |
| Sezon                        | Drużyna                      | Pozycja                      |
| ---------------------------- | ---------------------------- | ---------------------------- |
| 2000                         | Prokom warszawa              | 2                            |

### Zawody światowe
W światowych zawodach zdobył następujące lokaty:
| Mistrzostwa Świata. Konkurencja teamów | Mistrzostwa Świata. Konkurencja teamów | Mistrzostwa Świata. Konkurencja teamów | Mistrzostwa Świata. Konkurencja teamów | Mistrzostwa Świata. Konkurencja teamów | Mistrzostwa Świata. Konkurencja teamów |
| Rok                                    | Miejsce                                | Zawody                                 | Kategoria                              | Drużyna                                | Pozycja                                |
| -------------------------------------- | -------------------------------------- | -------------------------------------- | -------------------------------------- | -------------------------------------- | -------------------------------------- |
| 2013                                   | Nusa Dua                               | 41. Mistrzostwa Świata Teamów          | Trans                                  | Consus Red Poland                      | 48                                     |
| 2011                                   | Veldhoven                              | 40. Mistrzostwa Świata Teamów          | Trans                                  | Consus Red                             | 18                                     |
| 2010                                   | Filadelfia                             | 13. Seria Mistrzostw Świata            | Open                                   | Consus White Poland                    | 113                                    |
| 2002                                   | Montreal                               | 11. Mistrzostwa Świata                 | Open                                   | Lewaciak                               | 113                                    |
| 1998                                   | Lille                                  | 10. Mistrzostwa Świata                 | Open                                   | Prokom                                 | 97                                     |

| Mistrzostwa Świata. Konkurencja par | Mistrzostwa Świata. Konkurencja par | Mistrzostwa Świata. Konkurencja par | Mistrzostwa Świata. Konkurencja par | Mistrzostwa Świata. Konkurencja par | Mistrzostwa Świata. Konkurencja par |
| Rok                                 | Miejsce                             | Zawody                              | Kategoria                           | Partner                             | Pozycja                             |
| ----------------------------------- | ----------------------------------- | ----------------------------------- | ----------------------------------- | ----------------------------------- | ----------------------------------- |
| 2010                                | Filadelfia                          | 13. Mistrzostwa Świata              | Open                                | Piotr Żak                           | 247                                 |
| 2010                                | Filadelfia                          | 13. Mistrzostwa Świata              | Open IMP                            | Piotr Żak                           | 29                                  |
| 2002                                | Montreal                            | 11. Mistrzostwa Świata              | Open                                | Jan Adam Moszyński                  | 100                                 |

### Zawody europejskie
W europejskich zawodach zdobył następujące lokaty:
| Zawody europejskie. Konkurencja par | Zawody europejskie. Konkurencja par | Zawody europejskie. Konkurencja par | Zawody europejskie. Konkurencja par | Zawody europejskie. Konkurencja par | Zawody europejskie. Konkurencja par |
| Rok                                 | Miejsce                             | Zawody                              | Kategoria                           | Partner                             | Pozycja                             |
| ----------------------------------- | ----------------------------------- | ----------------------------------- | ----------------------------------- | ----------------------------------- | ----------------------------------- |
| 2009                                | San Remo                            | 4. Otwarte Mistrzostwa Europy       | Open                                | Dominik Filipowicz                  | 122                                 |
| 2001                                | Sorrento                            | 11. Mistrzostwa Europy Par          | Open                                | Jan Adam Moszyński                  | 1                                   |
| 1999                                | Warszawa                            | 10. Mistrzostwa Europy Par          | Open                                | Jan Adam Moszyński                  | 134                                 |
| 1993                                | Bielefeld                           | 7. Mistrzostwa Europy Par           | Open                                | Jan Adam Moszyński                  | 131                                 |